# Теория исчезающих измерений
Теория исчезающих измерений
 — теория в физике элементарных частиц, по которой у систем с высокой энергией меньше размерность.
Например, по теории исчезающих измерений размерность Вселенной после большого взрыва была равна двум — одна временная и одна пространственная ось — но она остывает и размерность растёт.
Когда размерность была равна двум, не было гравитационных степеней свободы. Теория исчезающих измерений также указывает на меньшую размерность систем меньшего размера: тогда расширение Вселенной объясняет рост её размерности со временем.
В 2011, Деян Стожкович из Университета штата Нью-Йорк в Буффало и Йонас Мурейка из лос-анджелесского университета Лойола Мэримаунт предложили применение LISA — космической антенны, использующей принцип лазерного интерферометра — для проверки теории исчезающих измерений. Этот прибор предназначен для обнаружения гравитационных волн, и исследователи предложили экспериментально проверить существование частоты, выше которой гравитационных волн нет.
Теория исчезающих измерений также может объяснять проблему космологической постоянной: существование пятого измерения ответило бы на вопрос о том, как распределяется энергия для поддержания этой константы.